# Navier-Cauchyjeve jednadžbe
Navier-Cauchyjeve jednadžbe temeljne su jednadžbe teorije linearne elastičnosti. Opisuju gibanje i deformaciju linearno elastičnih tijela pod djelovanjem sila.

## Temeljne jednadžbe mehanike kontinuuma
U tenzorskom obliku, koji je neovisan o izboru koordinatnog sustava, temeljne jednadžbe teorije elastičnosti jesu:
- Cauchyjeva jednadžba gibanja, koja je izraz Newtonov drugog zakona. U konvektivnom obliku zapisuje se kao: {\displaystyle {\boldsymbol {\nabla }}\cdot {\boldsymbol {\sigma }}+\mathbf {F} =\rho {\ddot {\mathbf {u} }}}
- Kinematičke relacije: {\displaystyle {\boldsymbol {\varepsilon }}={\tfrac {1}{2}}\left[{\boldsymbol {\nabla }}\mathbf {u} +({\boldsymbol {\nabla }}\mathbf {u} )^{\mathrm {T} }\right]}
- Konstitutivne jednadžbe: za elastične materijale, Hookeov zakon predstavlja ponašanje materijala i povezuje nepoznata naprezanja i deformacije. Opća jednadžba za Hookeov zakon je {\displaystyle {\boldsymbol {\sigma }}={\mathsf {C}}:{\boldsymbol {\varepsilon }},}

gdje je {\displaystyle {\boldsymbol {\sigma }}} Cauchyjev tenzor naprezanja, {\displaystyle {\boldsymbol {\varepsilon }}} je tenzor infinitezimalne deformacije, {\displaystyle \mathbf {u} } je vektor pomaka, {\displaystyle {\mathsf {C}}} je tenzor krutosti četvrtog reda, {\displaystyle \mathbf {F} } je sila tijela po jedinici volumena, {\displaystyle \rho } je gustoća, {\displaystyle {\boldsymbol {\nabla }}} predstavlja Hamiltonov operator, {\displaystyle (\bullet )^{\mathrm {T} }} predstavlja operator transponiranja, {\displaystyle {\ddot {(\bullet )}}} predstavlja drugu materijalnu derivaciju u odnosu na vrijeme, i {\displaystyle A:B=A_{ij}B_{ij}} je unutarnji produkt dvaju tenzora drugog reda.

## Definicija
U općem obliku Navier-Cauchyjeve jednadžbe za elastodinamiku su jednadžbe sljedećeg oblika:
{\displaystyle {\boldsymbol {\rho }}{\frac {\partial ^{2}{\vec {\mathbf {u} }}}{\partial t^{2}}}={\vec {\mathbf {f} }}+\mu \nabla ^{2}{\vec {\mathbf {u} }}+(\mu +\lambda )\nabla (\nabla \cdot {\vec {\mathbf {u} }})}
gdje su:
- {\displaystyle {\boldsymbol {\rho }}} — gustoća materijala (masa po jedinici volumena),
- {\displaystyle {\vec {\mathbf {u} }}} — vektor pomaka tijela (pomak čestica u elastičnom tijelu),
- {\displaystyle {\vec {\mathbf {f} }}} — vektor volumenske sile (vanjske sile raspoređene po volumenu),
- {\displaystyle \mu ,\lambda } — Laméovi koeficijenti materijala (konstante koji opisuju elastičnost),
- {\displaystyle \nabla ^{2}} — Laplaceov operator
- {\displaystyle \nabla \cdot } — divergencija
- {\displaystyle \nabla } — gradijent

Poseban je slučaj Navier-Cauchyjeva jednadžba ravnoteže, gdje je lijeva strana jednaka nuli. Ta verzija opisuje elastostatiku, tj. stacionarni slučaj deformacije krutog tijela u mirovanju:
{\displaystyle {\vec {\mathbf {f} }}+\mu \nabla ^{2}{\vec {\mathbf {u} }}+(\mu +\lambda )\nabla (\nabla \cdot {\vec {\mathbf {u} }})={\vec {\mathbf {0} }}}
gdje su svi simboli kao gore, a s lijeve strane nema ubrzanja jer je tijelo u ravnoteži.
U apstraktnoj tenzorskoj notaciji, Navier-Cauchyjeva jednadžba ravnoteže može se izraziti kao:
{\displaystyle \mathbf {D} _{e}\,\mathbf {D} \,\mathbf {D} _{k}\mathbf {u} =-\mathbf {q} }
gdje su:
- {\displaystyle \mathbf {D} _{e}} — diferencijalni operator ravnoteže,
- {\displaystyle \mathbf {D} } — matrica elastičnosti,
- {\displaystyle \mathbf {D} _{k}} — kinematički diferencijalni operator,
- {\displaystyle \mathbf {q} } — volumenska sila